# Zhang He
En aquest nom xinès, el cognom és Zhang.
Zhang He (mort el 231 EC) va ser un general militar servint sota el senyor de la guerra Cao Cao durant el període de la tardana Dinastia Han Oriental de la història xinesa. Ell va continuar servint fins a la seva mort a l'estat de Cao Wei durant el període dels Tres Regnes.
Zhang va començar la seva carrera militar quan la Rebel·lió dels Turbants Grocs va esclatar en el 184, i posteriorment va servir sota Han Fu i Yuan Shao abans d'efectuar una defecció cap al bàndol de Cao Cao durant la batalla de Guandu. He va participar en moltes campanyes importants de Cao Cao, incloent-hi aquelles contra Yuan Tan, Zhang Lu, Ma Chao, i Liu Bei. Després de la mort de Cao en el 220, Zhang es dedicà principalment a la defensa de Cao Wei contra les Expedicions del Nord dirigides per Zhuge Liang de Shu Han. Ell va morir a causa d'una ferida de fletxa rebuda durant una topada amb les forces de Zhuge en el 231.
He va ser famós pel seu enginy, tant que fins i tot Zhuge Liang va tenir cautela dels seus moviments. Zhang va ser considerat per Chen Shou, autor dels Registres dels Tres Regnes, com un dels cinc generals més importants de Cao Wei, juntament amb Zhang Liao, Xu Huang, Yue Jin i Yu Jin. També es va dir que tenia el respecte dels acadèmics confucians, i va donar suport a la mesura de fer ensenyament dels Cinc Clàssics a la cort de Cao Pi.